# 1-nitroso-2-naftolo
L'1-nitroso-2-naftolo è ottenuto per nitrosazione del β-naftolo. A temperatura ambiente si presenta come un solido marrone inodore.
È un composto di base per la preparazione di coloranti e pigmenti appartenenti alla classe dei nitroso coloranti (Colour Index dai 10000 ai 10299). Importanti rappresentanti di questa classe di sostanze coloranti sono il Mordant Green 4, l'Acid Green 1 ed il Pigment Green 8.
I maggiori derivati colorati sono ottenuti per complessazione o coordinazione di ioni metallici come Fe++, Cr+++, Co+++, Ni++.